# Palazzo Bourbon Artom

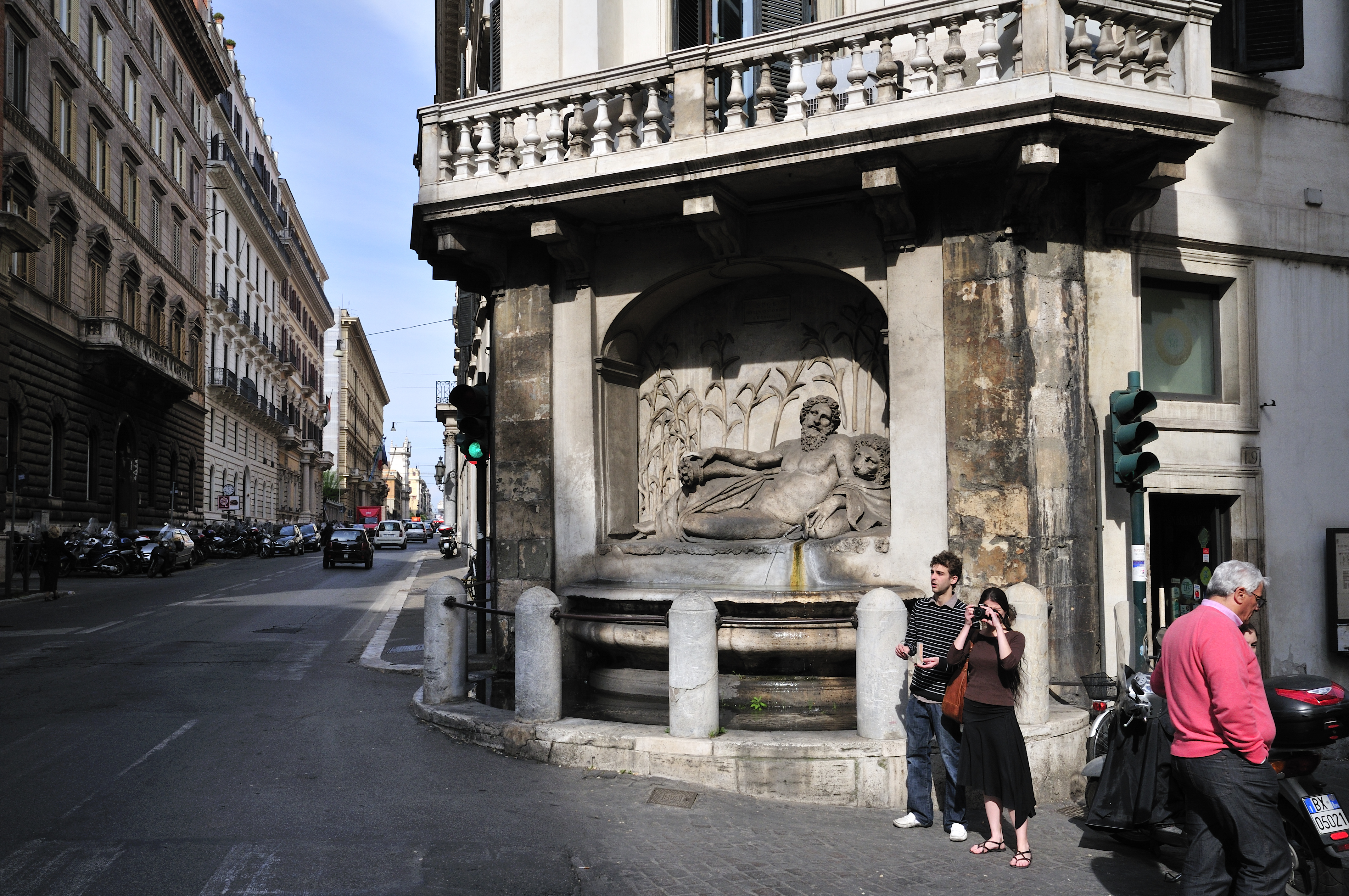
Nesta imagem de uma das Quattro Fontane (a do rio Arno, no Palazzo Albani Del Drago), é possível ver o Palazzo Bourbon Artom: é o primeiro palácio à esquerda.

Palazzo Bourbon Artom é um palácio neorrenascentista localizado no número 3 da Via XX Settembre, no rione Castro Pretorio de Roma, de frente para o Palazzo Albani Del Drago. Foi construído por Gaetano Koch em 1884 para a família do político Ernesto Antom, nomeado senador do Reino da Itália em 1919.

## História e descrição
Assim como o Palazzo Caprara e o Palazzo Baracchini, de Giulio Podesti, o Palazzo Bourbon Artom e o vizinho Palazzo Calabresi foram construídos sobre a porção mais pitoresca do que era até então o jardim do Palazzo Barberini, o local onde ficava, até 1880, o sferisterio, uma quadra destinada ao jogo de bola que os Barberini haviam conseguido exclusividade. Os quatro edifícios já abrigaram dependências do Ministério da Defesa, cuja sede fica no imenso Palazzo Esercito, nas imediações.